# Tafluprost
Le tafluprost, est une molécule utilisée comme collyre dans certains glaucomes. 

## Mode d'action
Il s’agit d’un analogue de la prostaglandine dont on pense qu’il agit en augmentant l’écoulement du liquide aqueux de l’œil.

## Usage médical
Le tafluprost est un médicament utilisé pour traiter le glaucome à angle ouvert et l'hypertension oculaire. Il est utilisé comme collyre. Ce médicament peut être utilisé seul ou avec d'autres médicaments.

## Effets secondaires
Les effets secondaires de ce médicament comprennent une rougeur des yeux, des démangeaisons, une croissance des cils et une vision floue ; d'autres effets secondaires peuvent inclure l'iritis et l'œdème maculaire.

## Histoire
Le médicament a été approuvé pour un usage médical aux États-Unis en 2012 et au Canada en 2014,. Aux États-Unis, cela coûte environ 150 dollars américains  par mois à partir de 2021. Au Canada, il était moins rentable que le bimatoprost en 2020.